# Escola de Rock
School of Rock (Escola de Rock, no Brasil e em Portugal) é um filme americano de 2003 dirigido por Richard Linklater, escrito por Mike White, e estrelado por Jack Black. O enredo principal gira em torno de Dewey Finn (interpretado por Black), um cantor e guitarrista de rock que é demitido da banda No Vacancy, e posteriormente se disfarça como professor substituto em uma prestigiosa escola preparatória. Depois de testemunhar o talento musical de seus alunos, Dewey forma uma banda com alunos da quinta série do ensino fundamental para vencer a próxima Batalha das Bandas e pagar o seu aluguel.
O filme fez um enorme sucesso com o público jovem se tornando um clássico da cultura pop dos anos 2000. Em dezembro de 2015, um musical foi encenado na Broadway e em março de 2016, foi lançada uma série de televisão no canal Nickelodeon.

## Enredo
Dewey Finn é um roqueiro, que acaba de ser expulso da banda No Vacancy e mora com o amigo Ned Schneebly e sua namorada. Mas ela não aguenta mais o namorado sustentando o amigo, e manda Dewey conseguir dinheiro, se quisesse continuar morando ali. Ele se passa por Ned e vai trabalhar de professor substituto em uma escola tradicional.
Uma vez na escola, Dewey assiste as crianças na aula de música e descobre que elas têm potencial, e monta uma banda na classe, dizendo a elas que irão participar de uma competição com as outras escolas e ganharão pontos em seu histórico.
Ele embebeda a reprimida diretora e consegue convencê-la a deixá-lo levar as crianças a uma excursão. Um dia antes, na Noite dos Pais, todos descobrem que ele é uma farsa. No dia seguinte, as crianças ficam tristes, mas não desistem e vão até a casa dele chamá-lo para o show, no qual são bem-sucedidas.

## Inspirações
O filme apresenta, em sua essência, uma referência ao filme Sociedade dos Poetas Mortos. Mostra um professor revolucionário, com pensamentos modernos, em uma escola conservadora e rígida.
O filme também faz referência ao maior sucesso da banda de rock inglesa Pink Floyd, Another Brick in the Wall, onde os alunos, presos a regras intensas, utilizam-se da rebeldia para se libertar do sistema escolar. A rebeldia foi, durante muito tempo, marca fundamental do rock 'n roll.

## Elenco e dublagem
| Elenco                | Elenco          | Dublagem            |
| Atores                | Personagens     | Dubladores          |
| --------------------- | --------------- | ------------------- |
| Jack Black            | Dewey Finn      | Alfredo Rollo       |
| Joan Cusack           | Rosalie Mullins | Cecília Lemes       |
| Mike White            | Ned Schneebly   | Márcio Araújo       |
| Sarah Silverman       | Patty Di Marco  | Angélica Santos     |
| Miranda Cosgrove      | Summer Hathaway | Fernanda Bullara    |
| Joey Gaydos Jr.       | Zack Mooneyham  | Rodrigo Andreatto   |
| Rebecca Julia Brown   | Katie           | Pitty               |
| Kevin Alexander Clark | Freddy Jones    | Thiago Longo        |
| Robert Tsai           | Lawrence        | Fábio Lucindo       |
| Maryam Hassan         | Tomika          | Priscila Concepción |
| Angelo Massagli       | Frankie         | Yuri Chesman        |
| Brian Falduto         | Billy           | Júlia Castro        |
| Cole Hawkins          | Leonard         | Úrsula Bezerra      |
| James Hosey           | Marco           | Gabriel Brito       |
| Aleisha Allen         | Alicia          | Jussara Marques     |
| Jordan-Claire Green   | Michelle        | Priscila Ferreira   |
| Zachary Infante       | Gordon          | Thiago Keplmair     |
| Jaclyn Neidenthal     | Emily           | Jussara Marques     |
| Tim Hopper            | Sr. Mooneyham   | Luiz Antônio Lobue  |
| Robert Lin            | Pai do Lawrence | Cássius Romero      |
| Lucas Babin           | Spider          | Wellington Lima     |
| Adam Pascal           | Theo            | Hermes Baroli       |
| Heather Goldenhersh   | Sheila          | Márcia Regina       |

Outras Vozes: Adriana Pissardini, Daoiz Cabezudo, Denise Reis, Fábio Moura, Fritz Gianvito, Hermes Baroli, Kate Kelly,
Luiz Laffey, Márcia Regina, Rosa Maria Baroli, Wellington Lima, Wendel Bezerra.
- Estúdio: Álamo (São Paulo)
- Mídia: TV Paga / DVD / VHS / Netflix / Televisão (Globo)
- Direção: Wendel Bezerra
- Tradução: Marco Aurélio Nunes

## Repercussão
O filme teve uma recepção bastante positiva por parte da crítica norte-americana. No site Rotten Tomatoes, especializado em compilar resenhas de filmes, o filme possui uma porcentagem de 91% de avaliações positivas. Quanto à bilheteria, obteve cerca de 131 milhões de dólares mundialmente.

### Premiações
Jack Black ganhou o MTV Movie Awards na categoria Melhor Comediante, além de ter sido indicado na categoria de Melhor Equipe.
O filme também foi indicada ao Grammy, na categoria "Melhor Trilha Sonora" e ao Globo de Ouro, na categoria "Melhor Ator em Comédia ou Musical", na qual Jack Black concorreu.